# Miss Van
Miss Van, nom artístic de Vanessa Alice Bensimon (Tolosa, Llenguadoc, 1973) és una grafitera i pintora tolosenca, que començà pintant parets als carrers de Tolosa als 18 anys. És considerada una de les pintores i pintors més coneguts de l'escena del grafit. Els seus dibuixos són de dones amb ulls esbiaixats i foscos, cobrint varietat de formes femenines i expressant les més diverses emocions. El seu treball ha provocat una reacció negativa d'algunes feministes a causa del retrat de dones en el seu grafit.
A França, una forma molt original de grafit va néixer el 1993 amb Miss Van i Mademoiselle Kat. Miss Van és només una de les facetes de l'escena de grafit que creix a Tolosa, però ella és la que ha guanyat probablement més aclamació mundial per al seu treball. Ha passat a exhibir teles a galeries a través de França, Europa i els Estats Units.
Últimament, ha vingut a viure Barcelona i ha fet dissenys per a la col·lecció Fornarina nova. Treballa en el seu primer llibre i futurs espectacles d'art a Europa. Miss Van és també una referència de l'artista del còmic punk rock Mitch Clem, en el seu còmic semiautobiogràfic San Antonio Rock City.

## Galeria de grafits

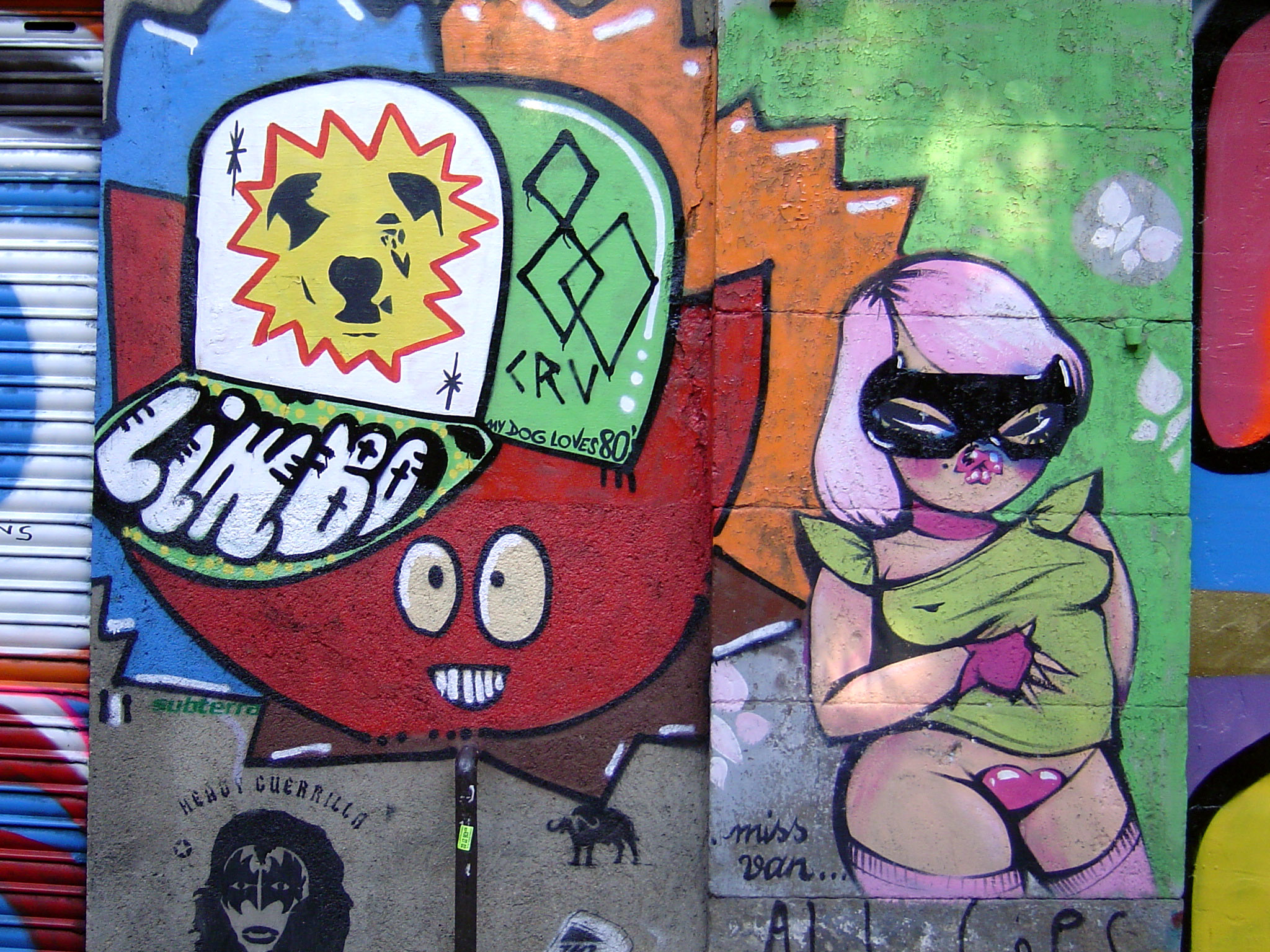
Barcelona, 2003
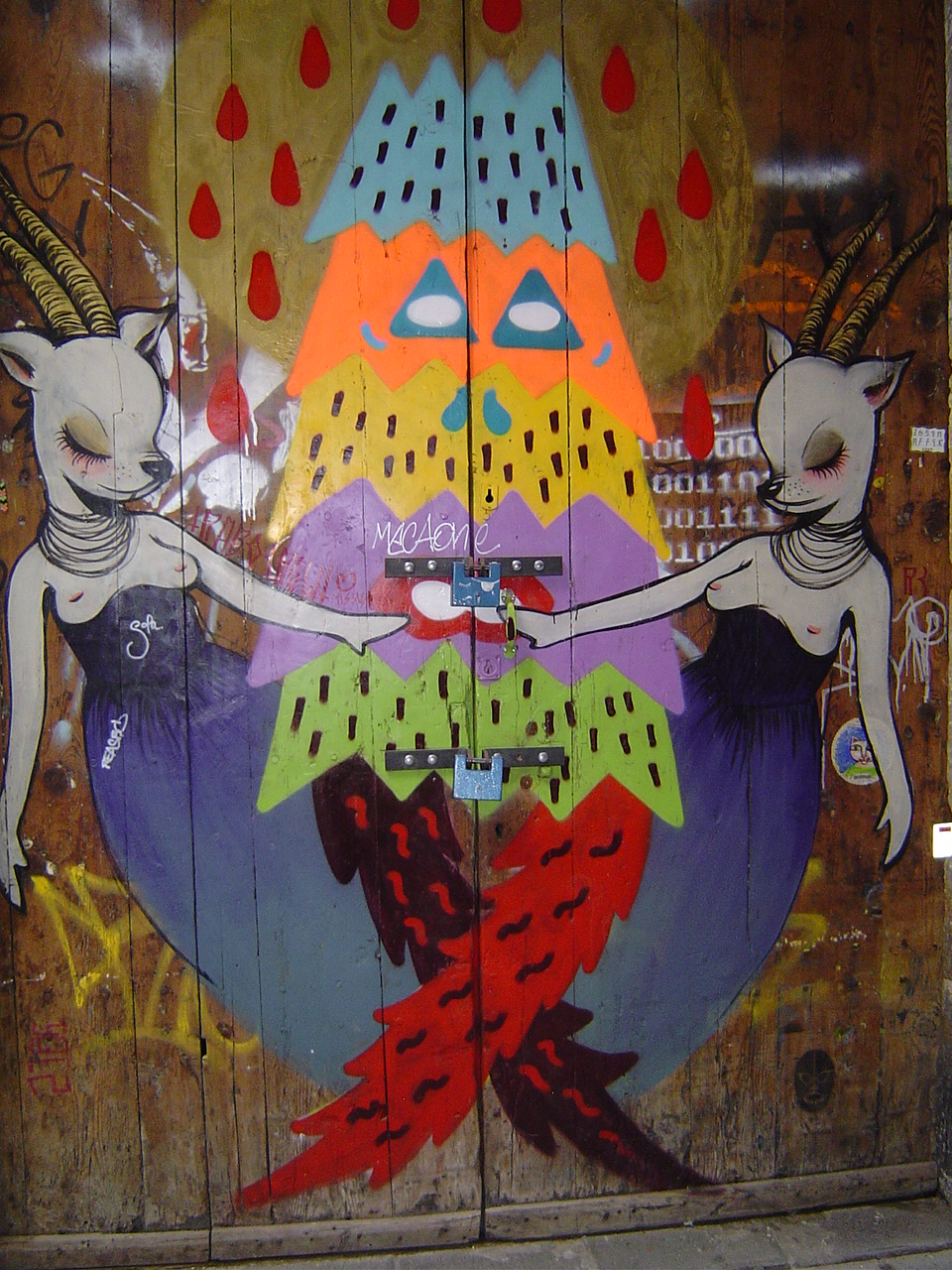
Barcelona, 2004
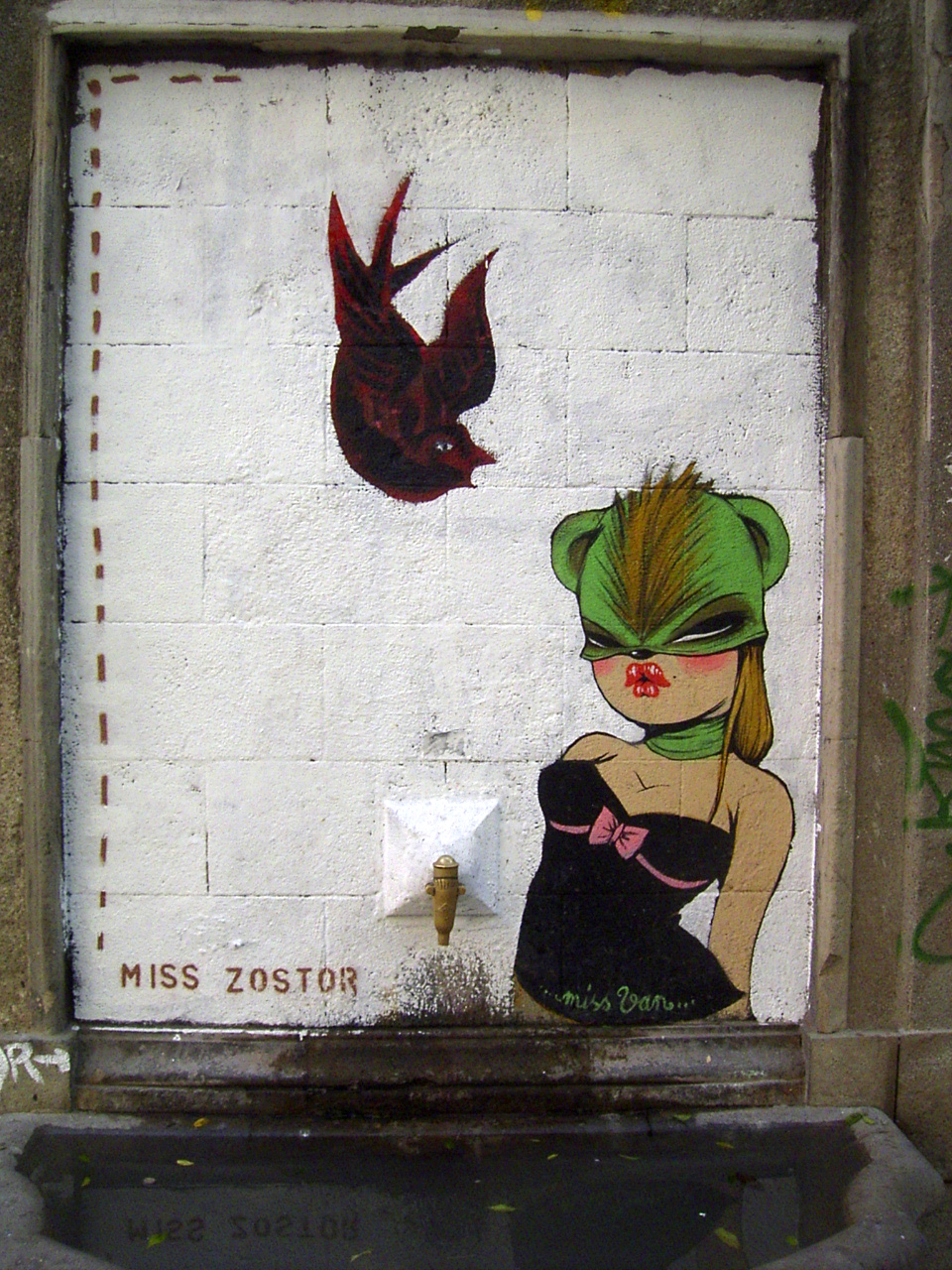
Barcelona, 2004
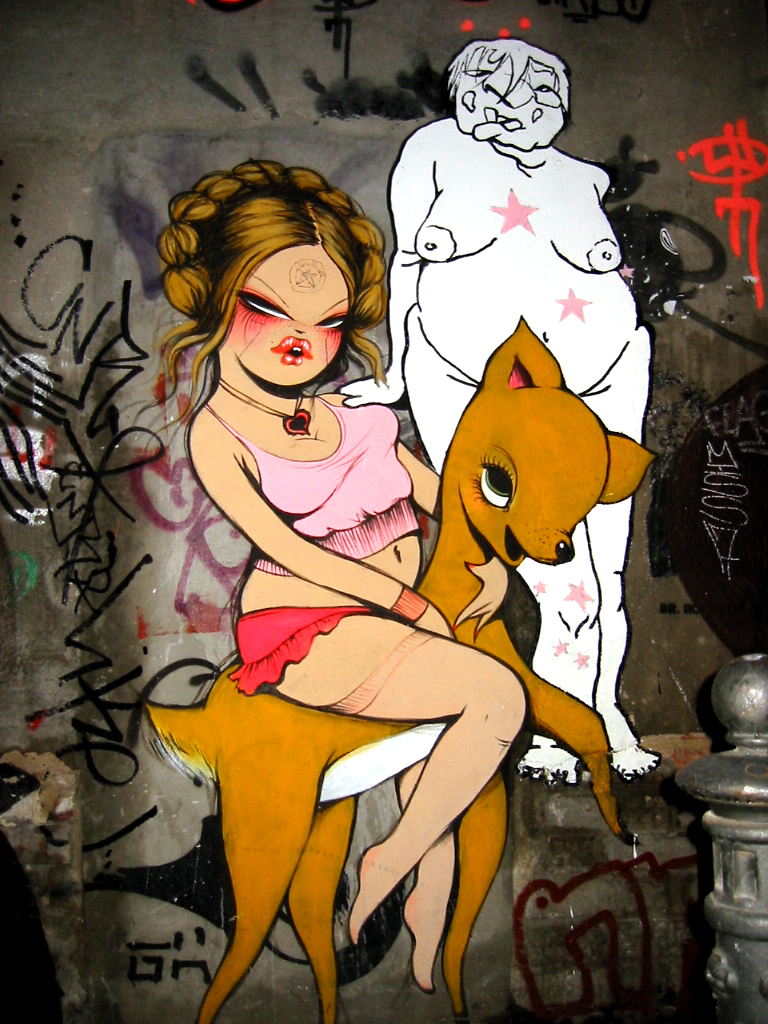
Barcelona, 2005
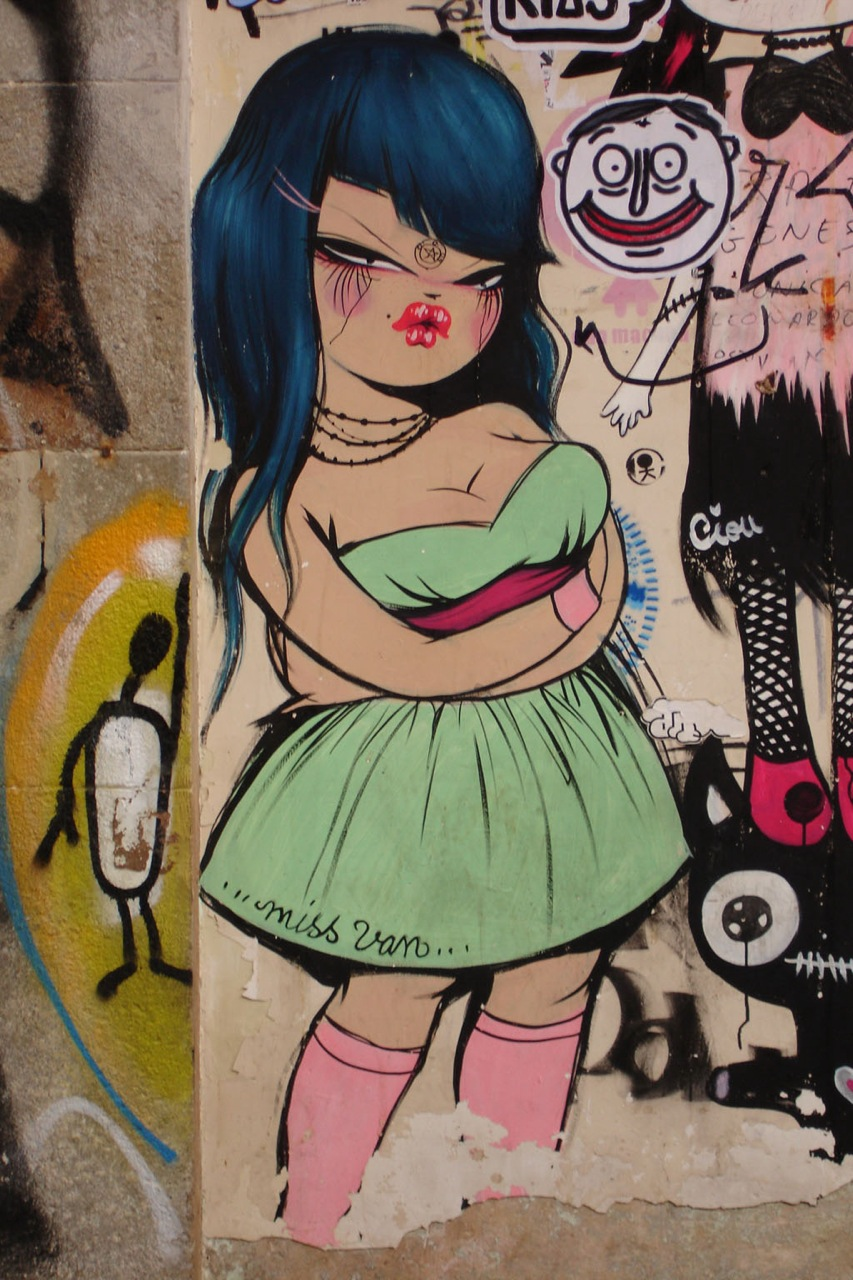
Barcelona, 2005
San Francisco, 2005
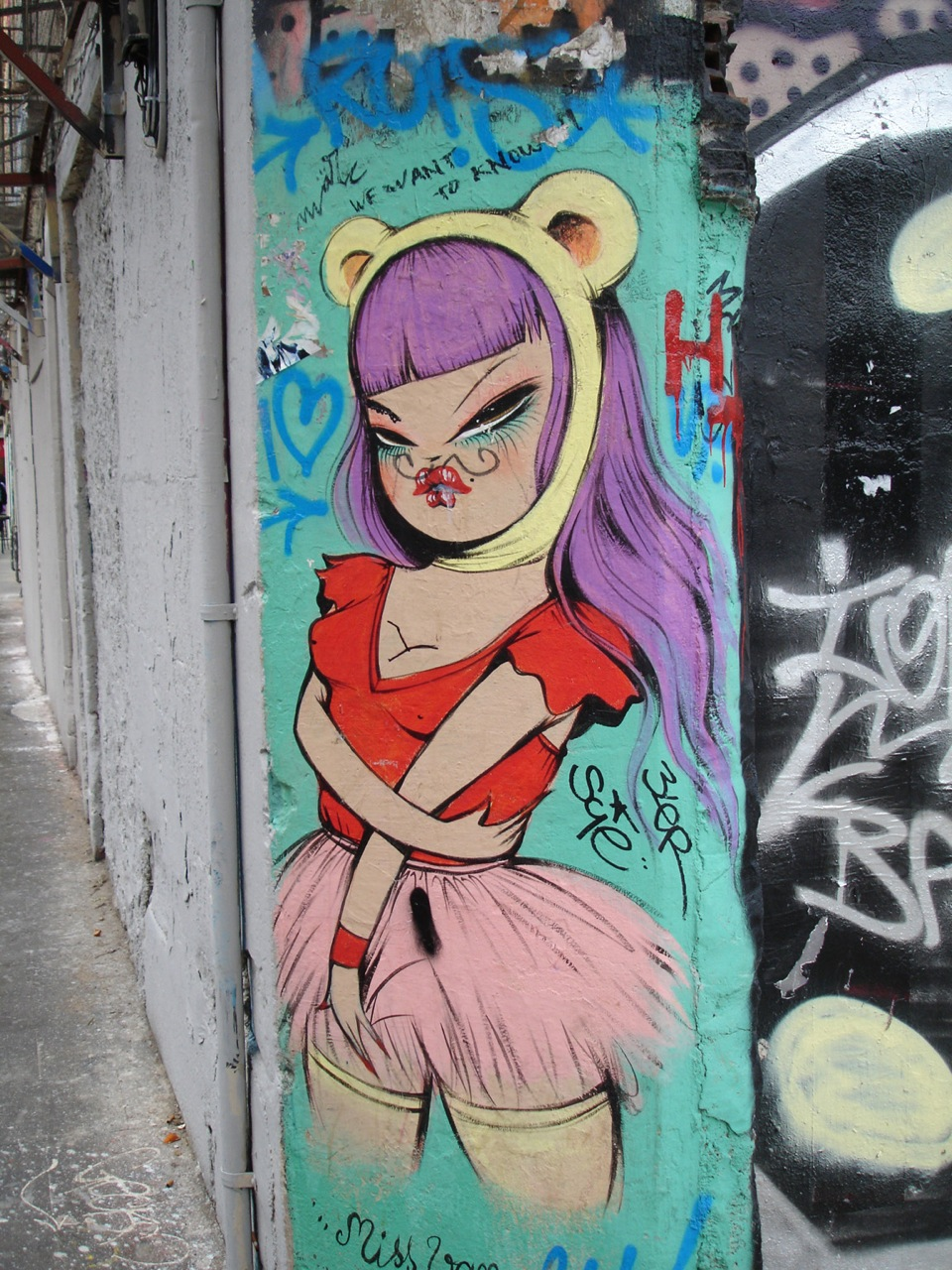
Barcelona, 2006
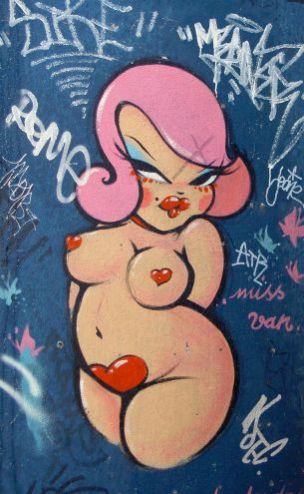
Barcelona, 2006
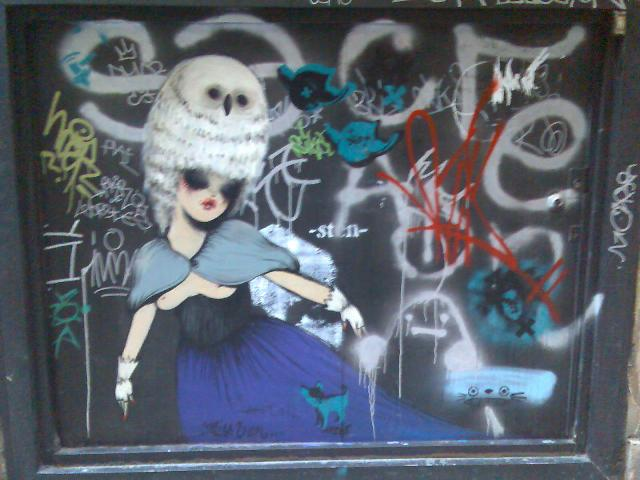
Barcelona, 2007
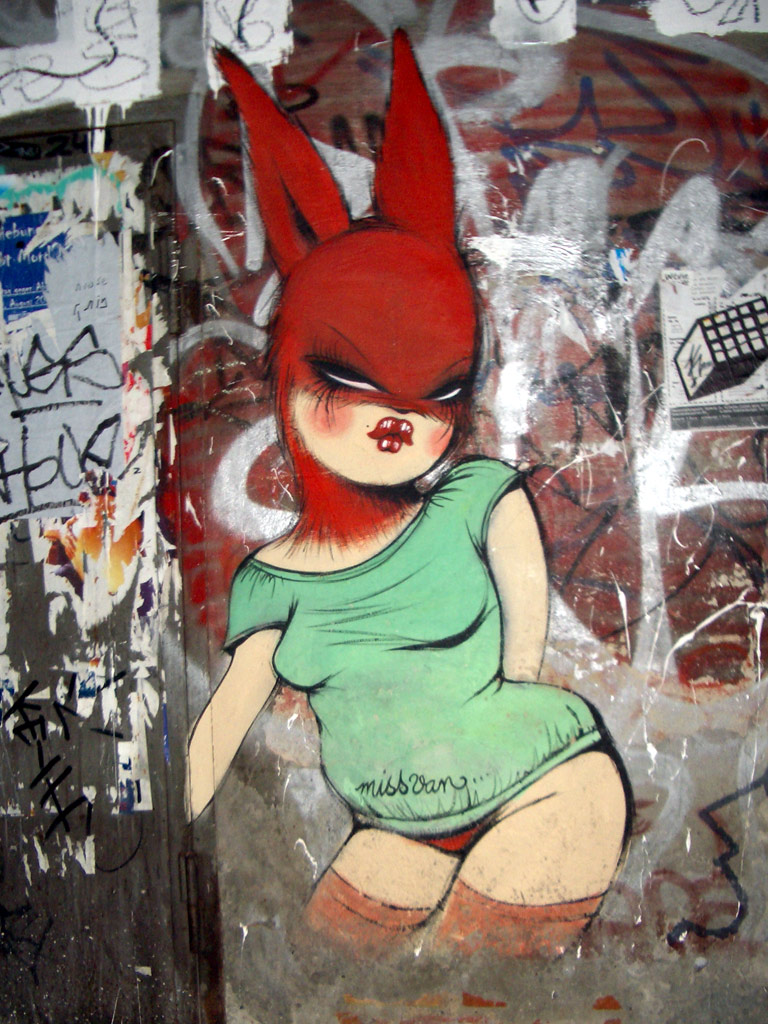
Berlín, 2007